# Hoodstar
Hoodstar is het derde album van de Amerikaanse rapper Chingy. Het is uitgebracht op 19 september 2006. Het album is qua muziekstijl in tweeën gedeeld: de eerste 6 nummers zijn rustiger dan de laatste 7 nummers, die meer discotheek-achtige invloeden hebben. Onder andere Timbaland en Jermaine Dupri hebben aan het album meegewerkt.
De eerste single is Pullin' Me Back. Dat nummer bevat een sample van Portrait of Tracy, een compositie van Jaco Pastorius. De videoclip van de single is geproduceerd door Jermaine Dupri. De tweede single is Dem Jeans.

## Tracks
1. "Intro (Rid'in wit Me)"
2. "Hands Up"
3. "Club Gettin' Crowded" (met Three 6 Mafia)
4. "Nike Aurr's & Crispy Tee's"
5. "Bounce That"
6. "Cadillac Doors" (met Midwest City)
7. "Dem Jeans"
8. "Pullin' Me Back" (met Tyrese)
9. "U a Freak (Nasty Girl)" (met Mr. Collipark)
10. "Brand New Kicks" (met Mannie Fresh)
11. "Ass n da Aurr" (met Spiffy)
12. "Let Me Luv U"
13. Let's Ride" (met Fatman Scoop)